# Cinq Filles en furie
Pour plus de détails, voir Fiche technique et Distribution.
Cinq Filles en furie est un film français réalisé par Max Pécas, sorti en 1964.

## Fiche technique
- Titre : Cinq Filles en furie
- Réalisation : Max Pécas
- Scénario : Maurice Cury, Louis Soulanes et Robert Topart
- Dialogues : Maurice Cury et Louis Soulanes
- Photographie : Marc Fossard
- Son : Séverin Frankiel
- Montage : Paul Cayatte
- Musique : Georges Garvarentz
- Société de production : Alcinter - Les Films du Griffon
- Pays d'origine :  France
- Durée : 95 minutes
- Date de sortie : France, 16 septembre 1964

## Distribution
- Colette Régis : Tante Marthe
- Marc Bonseignour : Manuel
- Michel Montfort : Gilles
- Jacqueline Wolff : Isabel
- Jeannie Peterson : Sylvia
- Felicia Andrews : Jenny
- Ann Marie Shaw : Agnès
- Susann Flynn : Gladys
- Anne Béquet
- Madeleine Constant
- Nicole Mérouze
- Marie-France Mignal
- Denyse Roland
- Maria Thamar